# 階段室

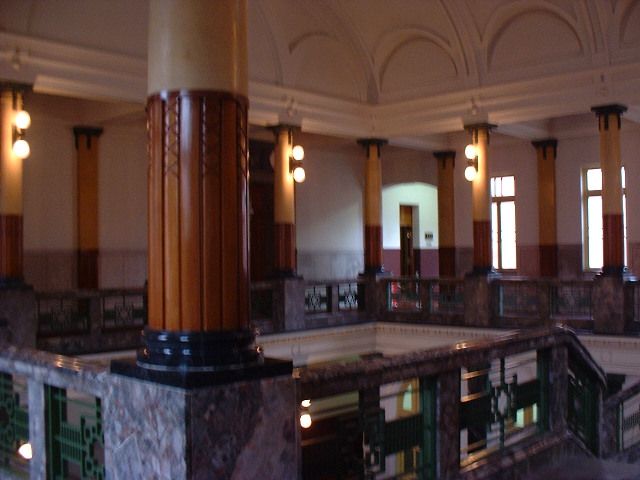
名古屋市市政資料館中央階段室

階段室（かいだんしつ）とは、集合住宅などといった建築物に設けられた、階段だけが設置された空間である。階段室は上下階を階段にて貫通する竪穴区画であり火災時には煙突となりうるため、ごく一部の例外を除き独立した防火区画とされ、構造および仕上げの制限を受ける。
東京国立博物館や日本銀行大阪支店（旧館階段室）のように、意匠を凝らして造られている階段室もある。

## 「階段室型」の住棟形式
集合住宅の住棟形式に階段室型がある。廊下がなく、階段室から直接各戸に出入りするように設計した形式をいう。日本においては同潤会アパートや昭和30年代から大量に供給された団地で多く採用されてきた。プライバシー、通風、採光などといった条件に優れている。
団地と呼ばれる建築群は多くが4-5階建てであり、エレベーターを持たず、向かい合う2戸で1つの共用階段を持っている。昭和50年代後半（1980年代）以降は、エレベータのない階段室型プランが採用されることは少なくなった。
既存の階段室型団地をリノベーションし、後付けでエレベータを設置する事例もある。
なお、集合住宅の中央部分に階段室・エレベータホールを配置し、ホールから各戸に移動できるように構築した形式は、センターコア型と呼称される。